# Kristina Kühnbaum-Schmidt
Kristina Kühnbaum-Schmidt, geb. Kühnbaum (* 24. September 1964 in Braunschweig), ist eine deutsche evangelisch-lutherische Geistliche. Seit dem 1. April 2019 amtiert sie als Landesbischöfin der Evangelisch-Lutherischen Kirche in Norddeutschland. Sie wurde am Pfingstmontag, 10. Juni 2019, in einem Festgottesdienst im Schweriner Dom von Ralf Meister, dem Leitenden Bischof der Vereinigten Evangelisch-Lutherischen Kirche Deutschlands und Landesbischof von Hannover, in ihr Amt eingeführt. Seit Dezember 2023 ist sie zudem Vorsitzende des Deutschen Nationalkomitees des Lutherischen Weltbundes.

## Leben
Kristina Kühnbaum wuchs in Sickte bei Braunschweig auf. Sie studierte Evangelische Theologie an der Universität Göttingen und der Kirchlichen Hochschule Berlin. In Berlin war sie von 1990 bis 1992 Hochschulassistentin für Neuere und Neueste Kirchengeschichte und wissenschaftliche Mitarbeiterin bei Gerhard Besier. In dieser Eigenschaft war sie unter anderem verantwortlich für die Erstellung der Bibliographie zur kirchlichen und allgemeinen Zeitgeschichte in der Zeitschrift Kirchliche Zeitgeschichte. 1990 bestand sie ihr Erstes und 1995 ihr Zweites Theologisches Examen. 1995 wurde sie zur Pastorin der Evangelisch-lutherischen Landeskirche in Braunschweig ordiniert. Sie wirkte von 1995 bis 2002 als Pastorin der Wicherngemeinde in Lehndorf/Kanzlerfeld, von 2002 bis 2004 in der Öffentlichkeitsarbeit der Propstei Braunschweig mit Nebentätigkeit Religionsunterricht und von 2004 bis 2013 an St. Petri in Braunschweig. Nach dem Abschluss einer Zusatzqualifikation 2007 als Pastoralpsychologische Beraterin und Supervisorin (Deutsche Gesellschaft für Pastoralpsychologie/Sektion Tiefenpsychologie) war sie ab 2009 zusätzlich pastoralpsychologische Beraterin und Supervisorin ihrer Landeskirche und Dozentin für Seelsorge am Predigerseminar.
Ab April 2013 war sie als Nachfolgerin von Marita Krüger Regionalbischöfin des Propstsprengels Meiningen-Suhl der Evangelischen Kirche in Mitteldeutschland mit Dienstsitz in Meiningen. 2015 wurde sie in die Leitung der Vereinigten Evangelisch-Lutherischen Kirche Deutschlands (VELKD) gewählt. Sie ist Mitglied der 12. Synode der EKD.
2018 wurde sie zusammen mit dem Hamburger Propst Karl-Heinrich Melzer als Kandidatin für die Nachfolge von Landesbischof Gerhard Ulrich vorgeschlagen. Bei der Wahl während der Herbsttagung der Synode im Lübecker Dom am 27. September 2018 erreichte Kühnbaum-Schmidt schon im ersten Wahlgang mit 90 von 150 Stimmen die erforderliche Mehrheit. Sie trat ihr Amt am 1. April 2019 an. Die Predigtstätten der Bischöfin sind der Dom zu Schwerin und der Dom zu Lübeck.
Kühnbaum-Schmidt wurde im November 2019 zur stellvertretenden Leitenden Bischöfin der Vereinigten Evangelisch-Lutherischen Kirche Deutschlands (VELKD) gewählt. Sie ist damit Vertreterin des Leitenden Bischofs Ralf Meister und folgt damit auf Carsten Rentzing, der im Oktober als Landesbischof der Evangelisch-Lutherischen Landeskirche Sachsens zurückgetreten war.
Seit Mai 2022 hat sie das Amt der Beauftragten für Schöpfungsverantwortung der EKD inne.
Seit Dezember 2023 ist sie die  Vorsitzende des Deutschen Nationalkomitees des Lutherischen Weltbundes, dessen Stellvertretenden Vorsitz sie vorher innehatte. Sie ist außerdem Vizepräsidentin des Lutherischen Weltbundes für die Region Mittel- und Westeuropa und LWB-Ratsmitglied.
Frau Landesbischöfin  Kühnbaum-Schmidt ist zudem zweite Präsidentin der Luther-Gesellschaft  und  Vorsitzende des Kuratoriums des Instituts für Ökumenische Forschung in Strasbourg.
Kristina Kühnbaum-Schmidt ist mit Pfarrer Güntzel Schmidt verheiratet. Das Ehepaar hat eine Tochter.

## Publikationen
- „…aber mit Fantasie und Tatkraft wird man da vieles neu erobern können.“ Der lange Weg zur Frauenordination in der Braunschweigischen Landeskirche. In: Mit Phantasie und Tatkraft. 30 Jahre Frauenordination in der Ev.-luth. Landeskirche in Braunschweig. Hrsg. von Ulrike Block-von Schwartz im Auftrag des Landeskirchenamtes der Ev.-luth. Landeskirche Braunschweig, Braunschweig 1998, S. 9–61.
- Kurzbiografien Dorothea Sophie Hamann, Doris Gassmann. In: Hannelore Erhart (Hrsg.): Lexikon früher evangelischer Theologinnen. Biographische Skizzen. Neukirchen 2005.
- Eine Gesprächsgruppe für Kriegskinder der Jahrgänge 1930 bis 1945. In: Transformationen. Pastoralpsychologische Werkstattberichte 11 (2009), S. 72–133.
- Der Wunsch nach Gedenken und der Schmerz der Erinnerung. In: Dieter Rammler / Michael Strauß (Hrsg.):  Kirchenbau im Nationalsozialismus. Beispiele aus der Braunschweigischen Landeskirche. Braunschweig 2009, S. 74–86.
auch in: Transformationen 13 (2010/11), S.
- Frauen in der Braunschweigischen Kirchengeschichte. In: Von der Taufe der Sachsen zur Kirche in Niedersachsen. Geschichte der Evangelisch-lutherischen Landeskirche in Braunschweig. Hrsg. von Prof. Dr. Friedrich Weber, Birgit Hofmann, Hans-Jürgen Engelking, Braunschweig 2010, S. 601–625.